# Die ägyptische Helena
Die ägyptische Helena ist eine Oper in zwei Akten von Richard Strauss. Das Libretto stammt von Hugo von Hofmannsthal basierend auf der Helena des Euripides. Die Uraufführung der ersten Fassung fand 1928 in Dresden statt, die der Neufassung bei den Salzburger Festspielen 1933.

## Handlung
Die Zauberin Aithra wartet auf ihren Geliebten, den Meeresgott Poseidon. Doch der hat sie versetzt. Interessiert verfolgt sie ein vorbeifahrendes Schiff, auf dem ein Mann eine Frau gerade erdolchen will. Als die allwissende Muschel erklärt, dass es sich um Menelas und Helena auf der Rückfahrt von Troja handele, entfesselt Aithra einen Sturm, das Schiff kentert, Menelas trägt Helena an Land. Aithras Elfengeister locken Menelas weg und machen ihn glauben, Paris und Helena ermordet zu haben. Er trinkt Aithras Vergessenstrank und lässt sich überzeugen, dass die Helena in Troja nur ein Phantom gewesen und seine geliebte Gattin während des Kriegs in Ägypten gewesen sei. Mit Aithras Zaubermantel werden die beiden versöhnten Gatten an den Atlas gebracht. Doch auch dort stiftet Helenas Schönheit Verwirrung. Altair, der Fürst der Berge, und sein Sohn verfallen Helena. Als Menelas den Sohn auf der Jagd tötet, wird Menelas von Altair gefangen genommen. Mit Poseidons Hilfe befreit Aithra die beiden. Doch Helena besteht jetzt darauf, künftig mit ihrem Gatten in Wahrheit zu leben. Die Ankunft der gemeinsamen Tochter Hermione erleichtert die endgültige Versöhnung des Paares.

## Musik
Richard Strauss führte in einem Interview zur Oper aus: „Über die Musik ist wenig zu sagen; sie ist, fürchte ich, melodiös, wohlklingend, und bietet für Ohren, die über das neunzehnte Jahrhundert hinausgewachsen sind, leider keinerlei Probleme. […] Im übrigen bemüht sich die Musik einer edlen griechischen Haltung, etwa der Art, wie Goethe die Griechen in seiner ›Iphigenie‹ vorgeschwebt sind.“

## Aufnahmen
- Prinzregententheater, München 1956 – Joseph Keilberth
 1. Akt (MP3; 32,0 MB)
 2. Akt (MP3; 33,6 MB)
 Helena: Leonie Rysanek, Menelas: Bernd Aldenhoff, Aithra: Annelies Kupper, Altair: Hermann Uhde, Da-ud: Richard Holm, Die alles wissende Muschel: Ira Malaniuk

- Salzburger Festspiele 2003 – Fabio Luisi
 1. Akt (MP3; 109 MB)
 2. Akt (MP3; 122 MB)
 Helena: Deborah Voigt, Menelas: Albert Bonnema, Aithra: Elena Moșuc, Altair: Falk Struckmann, Da-ud: Kresimir Spicer, Die alles wissende Muschel: Annette Jahns, Sächsische Staatskapelle

## Diskographie
- Decca: Gwyneth Jones, Barbara Hendricks, Betty Lane, Birgit Finnila, Curtis Rayam
 Detroit Symphony Orchestra; Antal Doráti
- ORFEO: Leonie Rysanek, Annelies Kupper, Bernd Aldenhoff, Hermann Uhde, Richard Holm
 Chor und Orchester der Bayerischen Staatsoper; Josef Keilberth (live)
- RCA Red Seal: Gwyneth Jones, Peter Schreier, Peter Glossop, Mimi Coertse, Margaret Sjostedt, Margarita Lilova, Ruthilde Boesch, Jess Thomas
 Chor und Orchester der Wiener Staatsoper; Josef Krips (live)
- Telarc: Deborah Voigt, Celena Shafer, Teresa Buchholz, Christopher Robertson, Carl Tanner, B.J. Fredricks, Tamara Mesic, Jill Grove, Elizabeth Batton, Sharla Nafziger, Eric Cutler, Kathlene Ritch
 American Symphony Orchestra; Leon Botstein (live)
- Naxos: Vitalija Blinstrubyte, Stephen O’Mara, Yelda Kodalli, Johannes von Duisburg, Regina Mauel, Ulfried Haselsteiner, Giulia Mattana, Helen Field,  Paola Pellicciari, Brunella Bellome, Stefania Donzelli, Julia Oesch, Anna Maria Nobili
 Cagliari Theatre Chorus Cagliari Theatre Orchestra, Gérard Korsten